# Alrosa

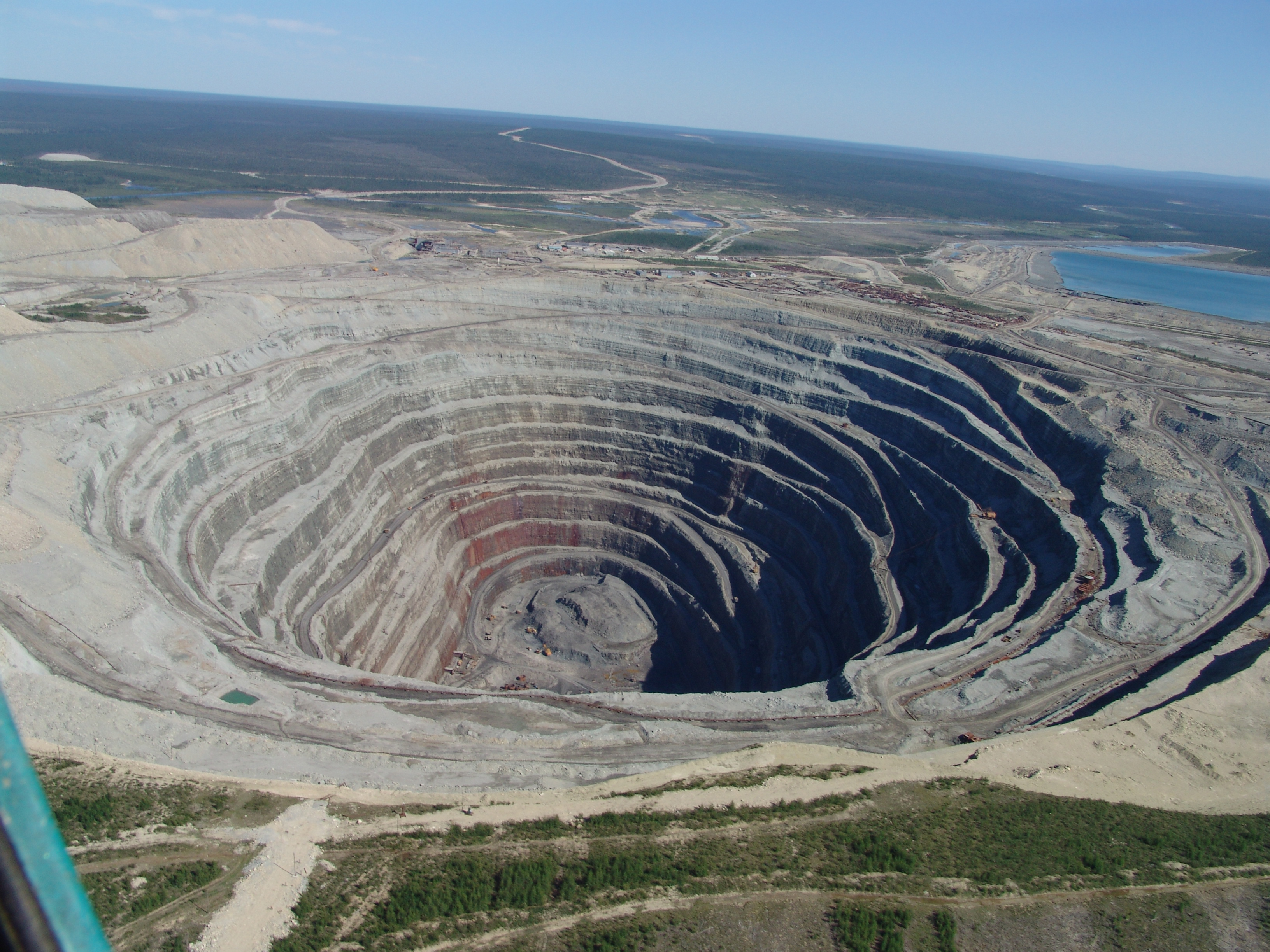
Der Diamanttagebau Udatschnaja

Alrosa (russisch АЛРОСА, vollständiger Name АК «АЛРОСА» (ОАО)) ist eine russische Unternehmensgruppe und einer der bedeutendsten Diamantenproduzenten der Welt. Ihre Tätigkeit umfasst Lagerstättenerkundung, Förderung, Bearbeitung und Vertrieb von Rohdiamanten. Das Hauptgeschäft befindet sich in der Republik Sacha (Jakutien), in der Oblast Archangelsk und in Afrika. Alrosa hat einen Anteil von 97 % an der russischen und 27 % der Weltdiamantförderung. Die prognostischen Vorräte umfassen etwa ein Drittel der Weltdiamantenressourcen. Die erkundeten Vorräte reichen bei einer Förderung auf dem Niveau von 2013 für die nächsten 18–20 Jahre.

## Eigentümerstruktur
Zu Beginn des Jahres 2014 gehörten rund 44 % der Unternehmensaktien der staatlichen Vermögensverwaltung Rosimuschtschestwo, 25 % der Republik Sacha (Jakutien), 8 % waren im Besitz der jakutischen Rajons (jakutisch „Ulus“ genannt), und 23 % wurden von Privatpersonen sowie Investmentfonds gehalten. Das Stammkapital ist in 7.364.965.630 Aktien aufgeteilt.

## Börsengang (IPO)
Am 28. Oktober 2013 wurde das Unternehmen an der Börse platziert und verkaufte 16 % der Aktien (je 7 % der Aktien stellten die Russische Föderation und die Regierung von Jakutien, weitere 2 % kamen als Quasi-Tresorscheine hinzu). Mehr als 60 % der Platzierung kauften Investoren aus den Vereinigten Staaten, 24 % aus Europa (darunter 20 % aus Großbritannien), 14 % der Aktien Investoren aus Russland. Je 2 % erwarben die Investmentgesellschaften Oppenheimer Funds und Lazard. Im Verlauf der Börsenplatzierung nahm ALROSA 41,3 Milliarden Rubel ein. Das Unternehmen ist im RTS-Index gelistet (Stand: 2014).

## Aktivitäten
Nach Stand von Juni 2013 betrugen die Diamantvorräte von Alrosa gemäß JORC-Kodex 971,7 Mio. Karat, darunter 664,8 sicher und 308,2 Mio. Karat wahrscheinlich, was 97 % der Diamantvorräte Russlands ausmacht. Die Produktionskapazitäten von Alrosa konzentrieren sich heute im Westen der Republik Sacha (Jakutien) und in der Oblast Archangelsk. Insgesamt baut Alrosa 22 Lagerstätten ab, davon 9 primäre (auf Kimberlit-Schloten) und 13 sekundäre (Seifen). Die primären Lagerstätten werden im Tage- und Untertagebau betrieben. Auf dem Territorium der Republik Sacha sind vier Bergbau- und Aufbereitungskombinate in Betrieb: in Mirny, Aichal, Udatschny und Njurba. Außerdem ist Alrosa zu 32,8 % an der Catoca-Mine in Angola beteiligt, der größten afrikanischen Diamantmine außerhalb Südafrikas und viertgrößten der Welt.

## Vertrieb
Die Vertriebsunternehmen von Alrosa haben Standorte in allen bedeutenden Diamantenzentren der Welt – in den Vereinigten Staaten, Belgien, den Vereinigten Arabischen Emiraten, China (Hongkong), Großbritannien und Israel. 2012 schloss Alrosa einen langfristigen Vertrag mit dem belgischen Unternehmen Laurelton Diamonds, welches Diamanten für das amerikanische Schmuckunternehmen Tiffany & Co kauft. Nach den Bedingungen des dreijährigen Handelsabkommens kann Tiffany & Co in der ersten Etappe Rohdiamanten für etwa 60 Mio. US-Dollar einkaufen.
Im Mai 2013 unterschrieben Alrosa und das Auktionshaus Sotheby’s ein Kooperationsabkommen, nach dessen Bedingungen Großdiamanten der Premium-Klasse sowie Schmuck mit Schliffdiamanten vertrieben wird, die von der Niederlassung der Firma Brillanty Alrosa hergestellt werden. Die zum Verkauf ausgestellten Schliffdiamanten werden im Gemological Institute of America zertifiziert.

## Geschäftszahlen
2012 förderte die Alrosa 34,4 Mio. Karat Diamanten, deren Wert auf 4.610,7 Mio. US-Dollar geschätzt wurde. Gemäß den Jahresgeschäftszahlen machte der Vertrieb von Rohdiamanten der ALROSA-Gruppe 4.450,1 Millionen US-Dollar, der Vertrieb von Schliffdiamanten 160,6 Millionen US-Dollar aus. Der Jahresumsatz betrug 4,0 Milliarden US-Dollar.

## Sanktionen
Von den USA, Kanada und Großbritannien wurden 2022 gegen Alrosa Sanktionen infolge des Ukrainekrieges verhängt. Im Mai 2023 beabsichtigen die G7-Industrieländer, Alrosa wirtschaftlich zu sanktionieren.